# Ivan Fatić
Ivan Fatić (in serbo Иван Фатић?; Pljevlja, 21 agosto 1988) è un ex calciatore montenegrino con passaporto serbo, di ruolo difensore.

## Carriera

### Club
Inizia a giocare a calcio all'età di cinque anni nella Stella Rossa di Belgrado dove rimane fino all'età di 17 anni.
Nel 2006 passa al Chiasso prima di approdare nelle giovanili del Chievo Verona, dove resta fino al luglio 2007, quando viene preso dall'Inter, in comproprietà, che lo inserisce nel gruppo della Primavera. Fa il suo esordio ufficiale nella prima squadra neroazzurra nella gara contro la Reggina, valida per l'andata degli ottavi di finale della Coppa Italia 2007-2008, utilizzato dal primo minuto da Roberto Mancini.
Per la stagione 2008-2009 viene girato in prestito dall'Inter, dapprima al Vicenza, poi, da gennaio alla Salernitana.
Il 26 giugno 2009 il Chievo annuncia il riscatto della comproprietà del giocatore dall'Inter ma il 1º luglio viene ceduto, nuovamente in comproprietà, al Genoa
Esordisce in Serie A il 30 agosto 2009 in occasione di Atalanta-Genoa, conclusasi sul risultato di 0-1 per i genoani.
Segna il suo primo gol in serie A il 18 aprile 2010 in Parma-Genoa 2-3 con un gran tiro di sinistro.
Il 24 giugno 2010 Genoa e Chievo rinnovano l'accordo di compartecipazione per il giocatore
che il successivo 31 agosto viene ceduto in prestito al Cesena
Dopo solo 2 apparizioni, a fine stagione torna a Genova. Il 24 giugno 2011 il Chievo riscatta l'intero cartellino del difensore montenegrino ma lo cede in prestito secco il 31 agosto 2011 all'Empoli.. Il 17 luglio 2012 passa in prestito al Hellas Verona. Il 31 gennaio 2013, sempre in prestito, va al Lecce.
Nella stagione successiva milita nel campionato serbo con il Vojvodina e in Montenegro nel Rudar Pljevlja. A novembre 2014 sigla un accordo con la squadra malese Football Association of Sarawak. Nelle stagioni successive gioca in Bosnia allo Sloboda Tuzla, in Macedonia allo Shkupi, in Georgia allo Samt'redia, in Uzbekistan al Buxoro.

### Nazionale
Con la Nazionale Under 21 vanta sei presenze: l'esordio è avvenuto il 2 maggio 2007 nella partita Albania – Montenegro.
Altre presenze in Nazionale Under 21:
- 5 giugno 2007 Bulgaria - Montenegro
- 7 settembre 2007 Montenegro - Inghilterra
- 11 settembre 2007 Portogallo - Montenegro
- 12 ottobre 2007 Inghilterra - Montenegro
- 21 agosto 2008 Montenegro - Slovenia

Ha esordito in nazionale maggiore il 6 giugno 2009 nell'incontro valido per le qualificazioni ai mondiali del 2010 pareggiato a Larnaca contro Cipro.

## Statistiche

### Presenze e reti nei club
Statistiche aggiornate al 4 maggio 2020.
| Stagione        | Squadra         | Campionato      | Campionato | Campionato | Coppe nazionali | Coppe nazionali | Coppe nazionali | Coppe continentali | Coppe continentali | Coppe continentali | Altre coppe | Altre coppe | Altre coppe | Totale | Totale |
| Stagione        | Squadra         | Comp            | Pres       | Reti       | Comp            | Pres            | Reti            | Comp               | Pres               | Reti               | Comp        | Pres        | Reti        | Pres   | Reti   |
| --------------- | --------------- | --------------- | ---------- | ---------- | --------------- | --------------- | --------------- | ------------------ | ------------------ | ------------------ | ----------- | ----------- | ----------- | ------ | ------ |
| 2007-2008       | Inter           | A               | 0          | 0          | CI              | 2               | 0               | UCL                | 0                  | 0                  | SI          | 0           | 0           | 2      | 0      |
| ago.-nov. 2008  | Vicenza         | B               | 7          | 0          | CI              | 0               | 0               | -                  | -                  | -                  | -           | -           | -           | 7      | 0      |
| gen.-giu. 2009  | Salernitana     | B               | 17         | 0          | CI              | -               | -               | -                  | -                  | -                  | -           | -           | -           | 17     | 0      |
| 2009-2010       | Genoa           | A               | 10         | 1          | CI              | 1               | 0               | UEL                | 0                  | 0                  | -           | -           | -           | 11     | 1      |
| 2010-2011       | Cesena          | A               | 2          | 0          | CI              | 0               | 0               | -                  | -                  | -                  | -           | -           | -           | 2      | 0      |
| 2011-2012       | Empoli          | B               | 3          | 0          | CI              | 2               | 0               | -                  | -                  | -                  | -           | -           | -           | 6      | 0      |
| 2012-gen. 2013  | Verona          | B               | 4          | 0          | CI              | -               | -               | -                  | -                  | -                  | -           | -           | -           | 10     | 0      |
| gen.-giu. 2013  | Lecce           | 1D              | 5+1        | 0          | CI+CI-LP        | -+1             | -+0             | -                  | -                  | -                  | -           | -           | -           | 7      | 0      |
| lug.-ott. 2013  | Vojvodina       | SL              | 2          | 0          | CS              | 0               | 0               | UEL                | 0                  | 0                  | -           | -           | -           | 2      | 0      |
| gen.-giu. 2014  | Rudar Pljevlja  | PL              | 12         | 1          | CM              | -               | -               | UEL                | -                  | -                  | -           | -           | -           | 12     | 1      |
| 2015            | Sarawak         | SL              | ?          | ?          | CM              | ?               | ?               | -                  | -                  | -                  | -           | -           | -           | ?      | ?      |
| gen.-giu. 2016  | Sarawak         | SL              | ?          | ?          | CM              | ?               | ?               | -                  | -                  | -                  | -           | -           | -           | ?      | ?      |
| Totale Sarawak  | Totale Sarawak  | Totale Sarawak  | 25         | 4          |                 | ?               | ?               |                    | -                  | -                  |             | -           | -           | 25+    | 4+     |
| 2016-2017       | Sloboda         | PL              | 9          | 0          | CB              | 3               | 0               | UEL                | 0                  | 0                  | -           | -           | -           | 12     | 0      |
| 2017-gen. 2018  | Shkupi          | PL              | 4          | 0          | CM              | ?               | ?               | -                  | -                  | -                  | -           | -           | -           | 4+     | 0+     |
| 2018            | Samt'redia      | EL              | 26         | 1          | CG              | ?               | ?               | UEL                | 2                  | 0                  | -           | -           | -           | 28+    | 1+     |
| apr.-giu. 2019  | Buxoro          | SL              | 7          | 0          | CU              | ?               | ?               | -                  | -                  | -                  | -           | -           | -           | 7+     | 0+     |
| Totale carriera | Totale carriera | Totale carriera | 133+1      | 7          |                 | 9+              | 0+              |                    | 2                  | 0                  |             | 0           | 0           | 145+   | 7+     |

### Cronologia presenze e reti in nazionale
| Cronologia completa delle presenze e delle reti in nazionale ― Montenegro | Cronologia completa delle presenze e delle reti in nazionale ― Montenegro | Cronologia completa delle presenze e delle reti in nazionale ― Montenegro | Cronologia completa delle presenze e delle reti in nazionale ― Montenegro | Cronologia completa delle presenze e delle reti in nazionale ― Montenegro | Cronologia completa delle presenze e delle reti in nazionale ― Montenegro | Cronologia completa delle presenze e delle reti in nazionale ― Montenegro | Cronologia completa delle presenze e delle reti in nazionale ― Montenegro |
| Data                                                                      | Città                                                                     | In casa                                                                   | Risultato                                                                 | Ospiti                                                                    | Competizione                                                              | Reti                                                                      | Note                                                                      |
| ------------------------------------------------------------------------- | ------------------------------------------------------------------------- | ------------------------------------------------------------------------- | ------------------------------------------------------------------------- | ------------------------------------------------------------------------- | ------------------------------------------------------------------------- | ------------------------------------------------------------------------- | ------------------------------------------------------------------------- |
| 6-6-2009                                                                  | Larnaca                                                                   | Cipro                                                                     | 2 – 2                                                                     | Montenegro                                                                | Qual. Mondiali 2010                                                       | -                                                                         | 88’                                                                       |
| 5-9-2009                                                                  | Sofia                                                                     | Bulgaria                                                                  | 4 – 1                                                                     | Montenegro                                                                | Qual. Mondiali 2010                                                       | -                                                                         | 73’ 83’                                                                   |
| 9-9-2009                                                                  | Podgorica                                                                 | Montenegro                                                                | 1 – 1                                                                     | Cipro                                                                     | Qual. Mondiali 2010                                                       | -                                                                         |                                                                           |
| 18-11-2009                                                                | Podgorica                                                                 | Montenegro                                                                | 1 – 0                                                                     | Bielorussia                                                               | Amichevole                                                                | -                                                                         | 78’                                                                       |
| 17-11-2010                                                                | Podgorica                                                                 | Montenegro                                                                | 2 – 0                                                                     | Azerbaigian                                                               | Amichevole                                                                | -                                                                         | 58’                                                                       |
| 4-6-2011                                                                  | Podgorica                                                                 | Montenegro                                                                | 1 – 1                                                                     | Bulgaria                                                                  | Qual. Euro 2012                                                           | -                                                                         | 76’                                                                       |
| Totale                                                                    |                                                                           | Presenze                                                                  | 6                                                                         |                                                                           | Reti                                                                      | 0                                                                         |                                                                           |

## Palmarès

### Club

#### Competizioni giovanili
- Torneo di Viareggio: 1

Inter: 2008